# Baía da Barra

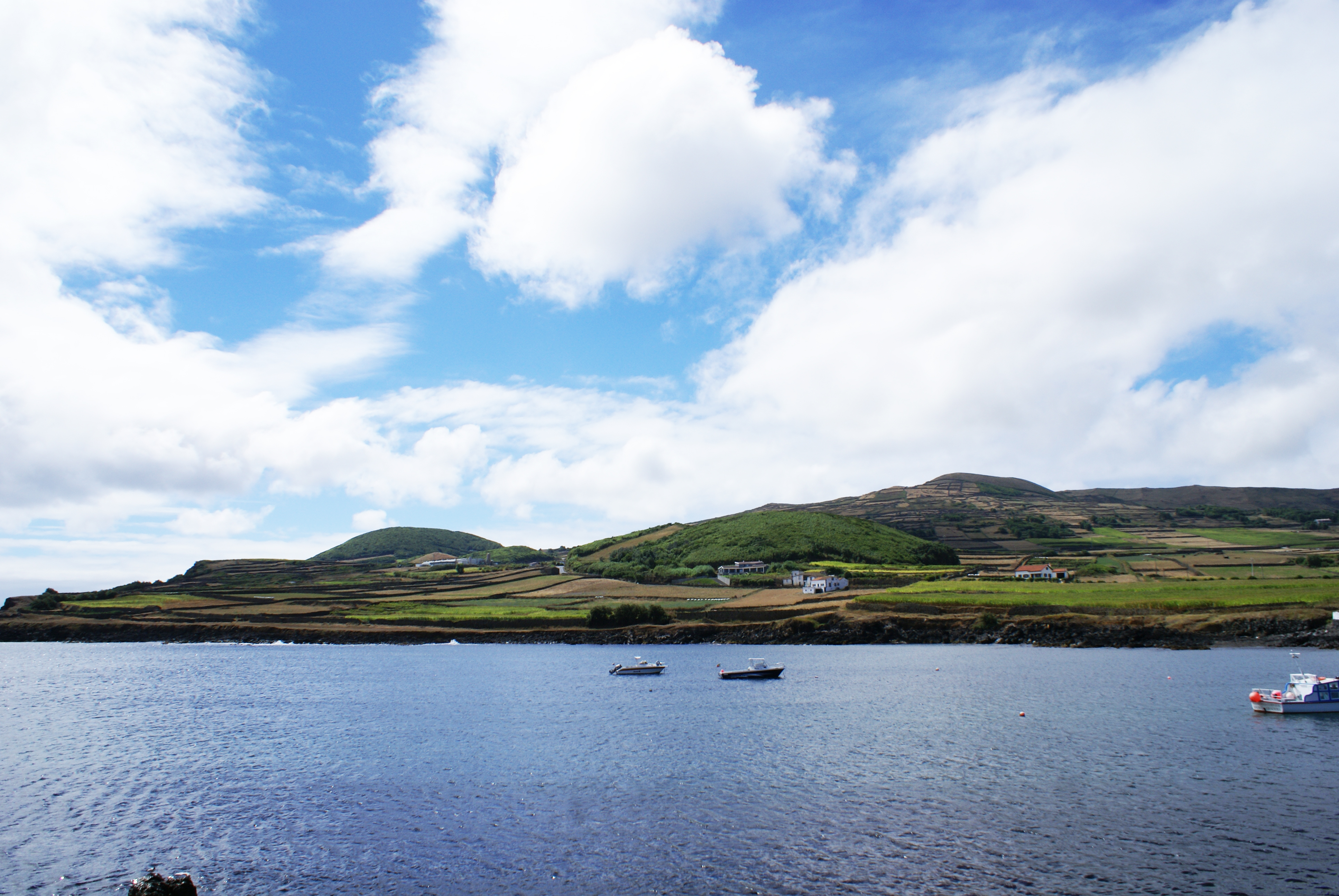
Baía da Barra.

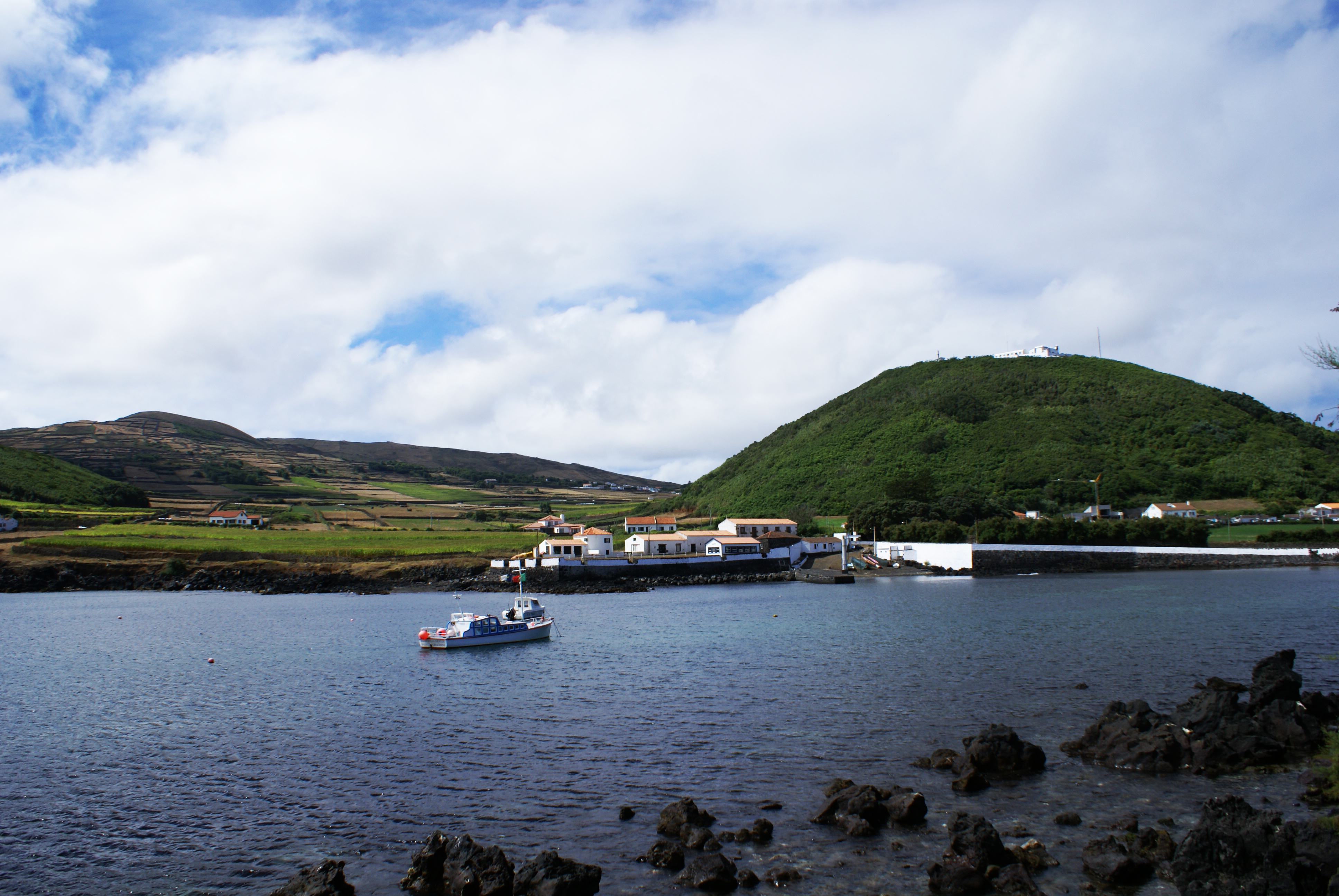
Baía da Barra, entrada.

A baía da Barra é uma baía portuguesa localizada no concelho de Santa Cruz da Graciosa, ilha Graciosa, Açores.
Nesta baía de costas baixas foi construído o Forte da Barra ou Bateria da Barra como também é denominado destinado à defesa da ilha frequentemente assediada por piratas e corsários. Tratando-se de uma baía abrigada possui um pequeno porto e a sede do Clube Naval da Ilha Graciosa. A Paisagem circundante é marcada pela presença do Monte de Nossa Senhora da Ajuda coroado por três ermidas.